# Papa mambo
Papa mambo est une chanson d'Alain Souchon parue en 1978 dans l'album Toto 30 ans, rien que du malheur..., puis reprise en single en 1979. Les paroles sont signées Alain Souchon et la musique est composée par Laurent Voulzy.

## Thèmes
Sur un air de mambo et en quelques couplets, le chanteur critique le gaspillage alimentaire, l'obésité et la malbouffe : 
« On est foutu on mange trop

On est foutu on mange trop

On est foutu on mange trop

Mais qu'est-ce qu'on fera quand on sera gros ?

Papa mambo ! »
La chanson est remplie de multiples références, notamment : 
- Bibendum, la mascotte de l'entreprise Michelin : « Le gros bibendum que t´as dans l´cœur »
- le poème La Conscience de Victor Hugo : « 60 kilos d'échevelé poète/Tout livide au milieu des tempêtes »
- le poème L'Albatros de Charles Baudelaire : « L´albatros patauge dans l´ice cream »

Cette chanson a été reprise par Carlos en 1979.